# Lieve Choco
Lieve Choco is het 39ste stripverhaal van Jommeke. De reeks wordt getekend door striptekenaar Jef Nys.

## Personages
- Jommeke
- Flip
- Filiberke
- Pekkie
- Annemieke
- Rozemieke
- Choco
- Marie
- Theofiel

## Verhaal
Het verhaal start wanneer Annemieke en Rozemieke een cadeau ontvangen van koning Rono, wiens zoon ze in het vorige album mee hielpen thuisbrengen. Het blijkt een aap te zijn. Bij een bezoek aan Jommeke blijkt dat hij verzot is op chocopasta en daarom besluiten ze hem Choco te noemen. Choco blijkt alles te willen na-apen en belandt onder meer daardoor in allerlei grappige situaties. Na een auto-ongeluk willen de vrienden hem leren wat mag en niet mag, maar dat loopt niet van een leien dakje. Jommeke neemt daarom Choco mee naar zijn huis om zich te wijden aan Choco's opvoeding, dit tot ongenoegen van zijn moeder. Maar ook bij Jommeke leidt het gedrag van Choco tot heel wat toestanden waardoor Choco het huis uit moet en terugkeert naar de Miekes.
Tijdens een onbewaakt moment loopt Choco daar weg. Hij belandt in de luchthaven waar hij een reis naar Thailand, zijn geboorteland, wil boeken. Daarop wordt hij naar de tv-studio's gebracht waar de Miekes hem herkennen. Ondertussen zet Choco verschillende tv-opnames op stelten, dit tot groot jolijt van de kijkers. Terug thuis beseffen Jommeke en zijn vrienden dat ze Choco niet hun wil mogen opdringen, maar dat hij zelf tot goede manieren moet komen. Het verhaal eindigt met een feestmaal in een restaurant.

## Achtergrond bij het verhaal
- In dit album maakt Choco, het aapje van de Miekes, zijn debuut. Hij wordt een vast personage in de reeks en is het derde dier dat regelmatig in de reeks zal opduiken. Zijn introductie kwam er door het succes van de Jommekesalbums met de apen van het Paradijseiland, waardoor het gemakkelijker was een aappersonage in verschillende albums te verwerken.
- Net zoals in de eerdere 'apenalbums' draait dit verhaal vooral rond de grappige situaties waarin Choco belandt.